# 吉永勉
吉永 勉（よしなが つとむ、1960年8月28日 - ）は、大阪府大阪市生野区の歯科医師。医療法人吉永歯科医院理事長。大阪市出身。

## プロフィール
松本歯科大学卒業。歯科医師国家試験合格後、林歯科に勤務。その後、父の経営する吉永歯科医院へ。
- 韓国国際インプラント学士会 特別会員
- Life core社（米国）インプラント公認 インストラクター
- ワシの会 会長

## 著書
- 『目からうろこの歯科医院経営～希望の章～』（2002・第一歯科出版）
- 『目からうろこの歯科医院経営～温かさの章～』（2003・第一歯科出版）
- 『目からうろこの歯科医院経営～良き土壌の章～』（2004・第一歯科出版）
- 『私の発想の原点～歯科医師として生きる私の履歴書～』（2005・第一歯科出版）
- 『目からうろこの歯科医師経営 Special Version』（2006・第一歯科出版）

## DVD
- 『目からうろこの歯科医院経営 Part 四』（2005・イン・アンド・アウト）